# Bursau
El conjunto arqueológico de Bursau (en escritura íbera ) ocupa los cabezos de "El Castillo", "La Corona", "La Cueva Esquilar" y zonas aledañas del casco urbano, en el actual término municipal de Borja (Aragón, España).
Las diferentes excavaciones en los referidos cabezos han puesto de manifiesto restos de estructuras arquitectónicas correspondientes a diferentes épocas. Se trata de una ciudad que tendría su origen en el cerro de "La Cueva Esquilar", con un asentamiento de tipo Campos de Urnas de la Edad del Hierro. La llegada del mundo celtibérico supondría la ampliación del primitivo asentamiento, extendiéndose incluso por los vecinos cabezos de "La Corona" y, a partir del siglo II-I a. C., por las zonas denominadas como "Torre del Pedernal" y "Polígono de la Romería", en los aledaños. 
Son muy interesantes los resultados obtenidos en la llamada "Torre del Pedernal", ya que en esta zona se han encontrado unos restos urbanos con una adscripción cultural celtibérico-romana, correspondiendo a diferentes casas con sus hortus, entre las que sobresale una domus romana con paredes de mampostería, sillería y tapial. En una de sus habitaciones se conserva un mosaico y, además, un rico conjunto de pinturas murales, conservadas tanto in situ como caídas. Igualmente se han obtenido abundantes restos de cerámicas ibéricas, hallazgos metálicos en bronce y hierro, y, de época romana, un nutrido conjunto de cerámicas de terra sigillata hispánica y cerámica norteafricana. 
Todas las excavaciones arqueológicas practicadas hasta la fecha en este yacimiento vienen a confirmar la importancia histórica de esta ciudad, con una secuencia estratigráfica muy importante, que aporta materiales y restos monumentales que sacan a la luz un gran conjunto arqueológico.